# Gyllenhielmska leden
Gyllenhielmska leden är en vandringsled i norra Eskilstuna kommun i Södermanlands län. Leden sträcker sig från Årbystugan i Eskilstuna via Torshälla och Sundbyholm till Björsundsbron. Leden ansluter här vid kommungränsen till Strängnäs kommun vidare till Fogdö pilgrimsled mot Strängnäs. Den ursprungliga sträckan Eskilstuna–Sundbyholm är 24 kilometer lång och sträckan Sundbyholm–Björsund ytterligare 12 kilometer. Inklusive Fogdö pilgrimsled är den totala sträckan 80 kilometer.
Leden är uppkallad efter riksrådet och riksamiralen Carl Carlsson Gyllenhielm (1574–1650), utomäktenskaplig son till Karl IX och herre på Sundbyholms slott. Gyllenhielm var bland annat grundare av den svenska landsbygdens första folkskola vid Sundby kyrka, som leden passerar.

## Sträckning
Leden börjar vid naturstugan i stadsdelen Årby i Eskilstuna. Härifrån går leden genom Årby naturreservat och norrut mot Torshälla, där den passerar Glömstaåsen och genom de östra stadsdelarna. I närheten av Gökstensskolan går leden genom Gökstenens naturreservat, uppkallat efter det utmärkande flyttblock som står här. Från Gökstenen fortsätter leden längs Eskilstuna och Torshälla kanal, förbi slussarna i Torshälla och vidare norrut ut förbi idrottsplatsen Torsharg. Via Skeppartorp och Kråketorp går leden här åt nordost tills den når Mälaren vid Slätviken. Härifrån löper leden parallellt med Mälarens södra strand förbi Kullersta sand och Ostraknall till Sundbyholm, där Sundbyholms travbana, slott, gästhamn och badplats ligger. Här finns även skolmuseet i den tidigare Gyllenhielmska skolan, uppkallad efter ledens namngivare. Leden passerar här genom Sundbyholms naturvårdsområde och i närheten av Sundbyholmsåsens naturreservat, strax norr om Sundby kyrka.
Den nyare sträckningen av leden fortsätter från Sundbyholm österut över Ramsundsån förbi Mora by, med den stora Sigurdsristningen, en känd runhäll från 1000-talet med motiv hämtade ur Völsungasagan. Ristningen ligger vid platsen för en vikingatida bro över Ramsundet, där vattnet på grund av landhöjningen gick betydligt högre under vikingatiden. På vägen österut passerar leden här Mälby med fornborg och traktormuseum innan den når Björsund. Leden slutar vid kommungränsen på Björsundsbron och ansluter här till Fogdö pilgrimsled vidare mot Strängnäs.

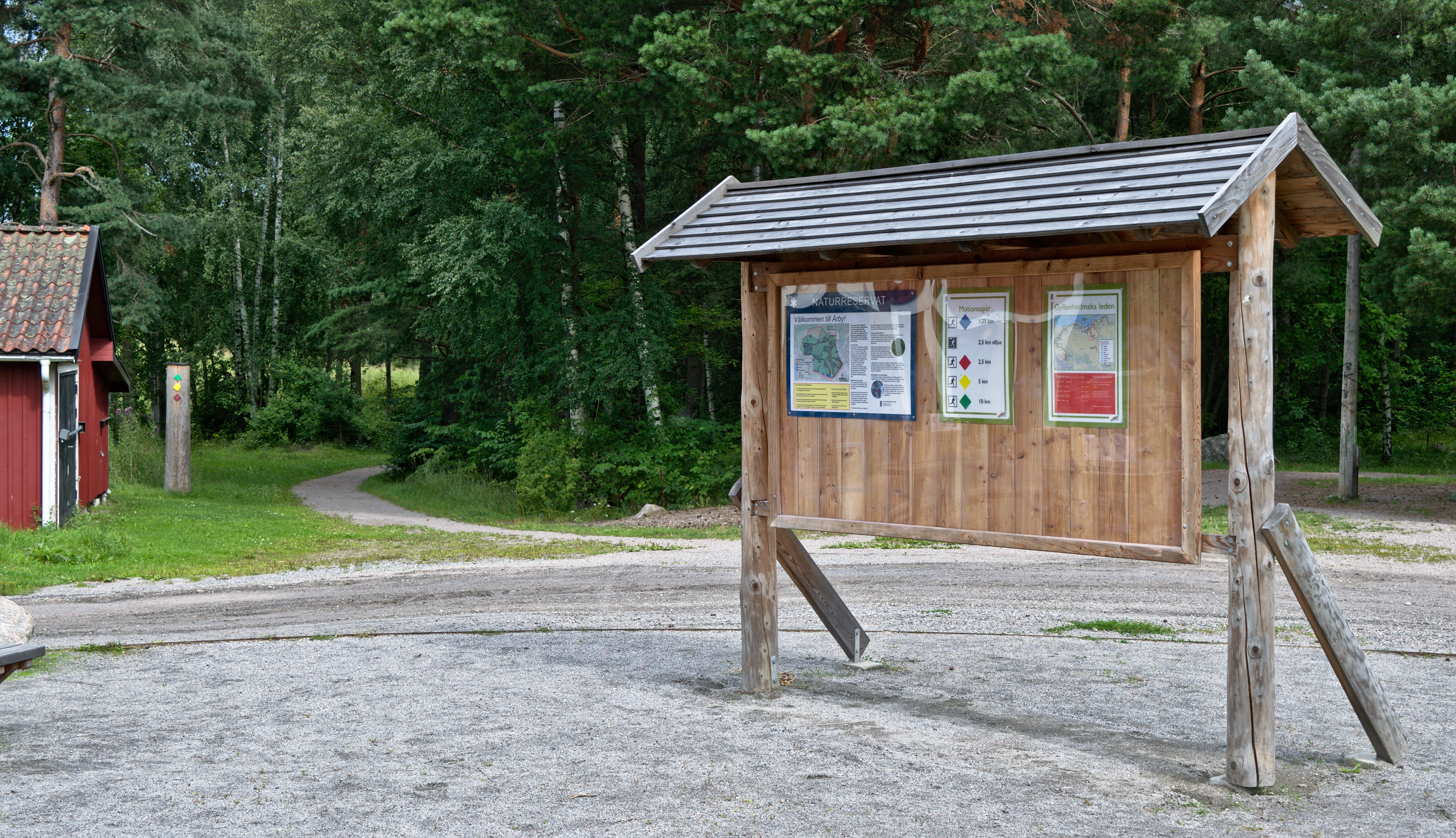
Ledens startpunkt vid Årbystugan i Eskilstuna.
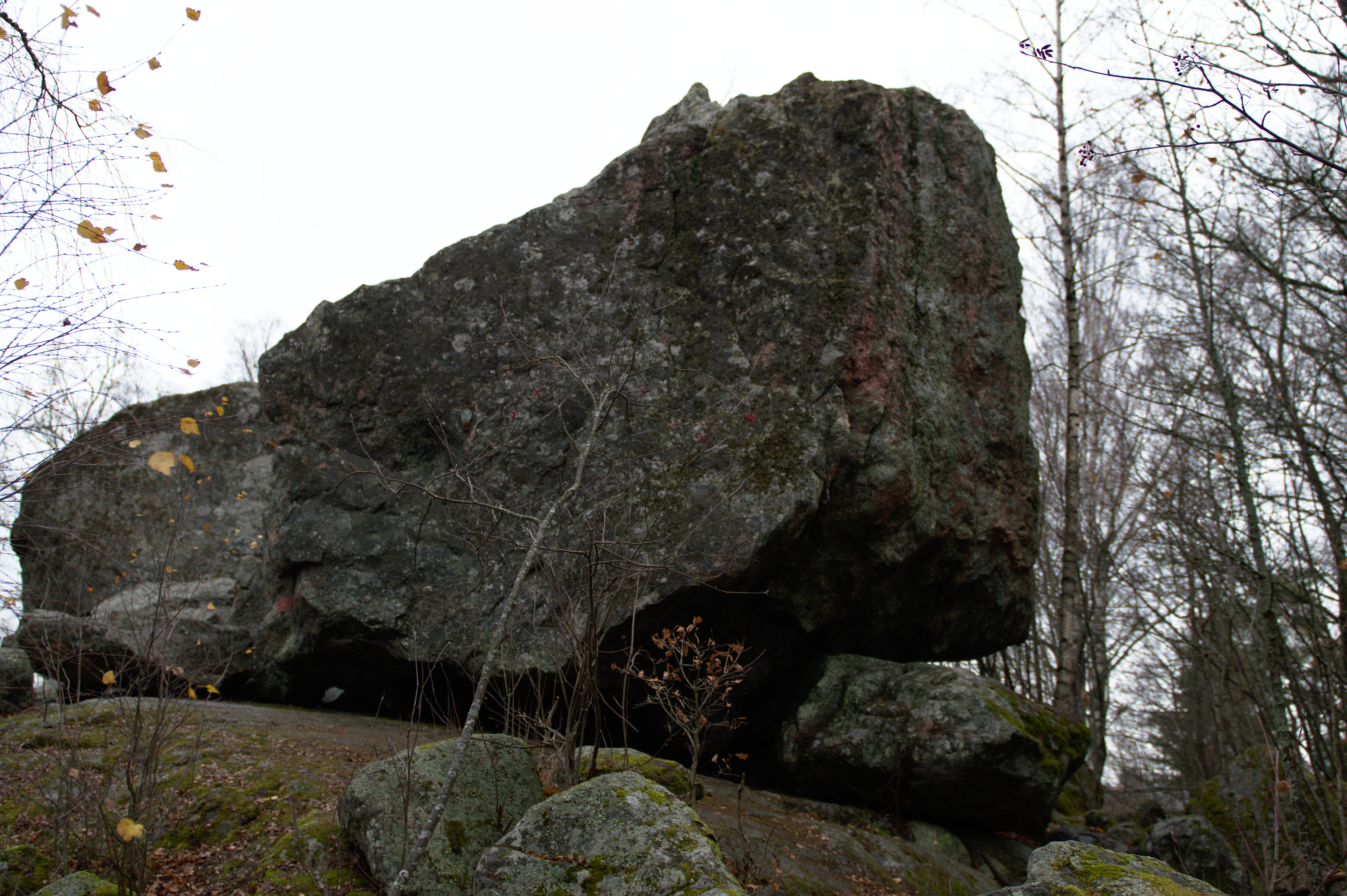
Gökstenen i Torshälla.
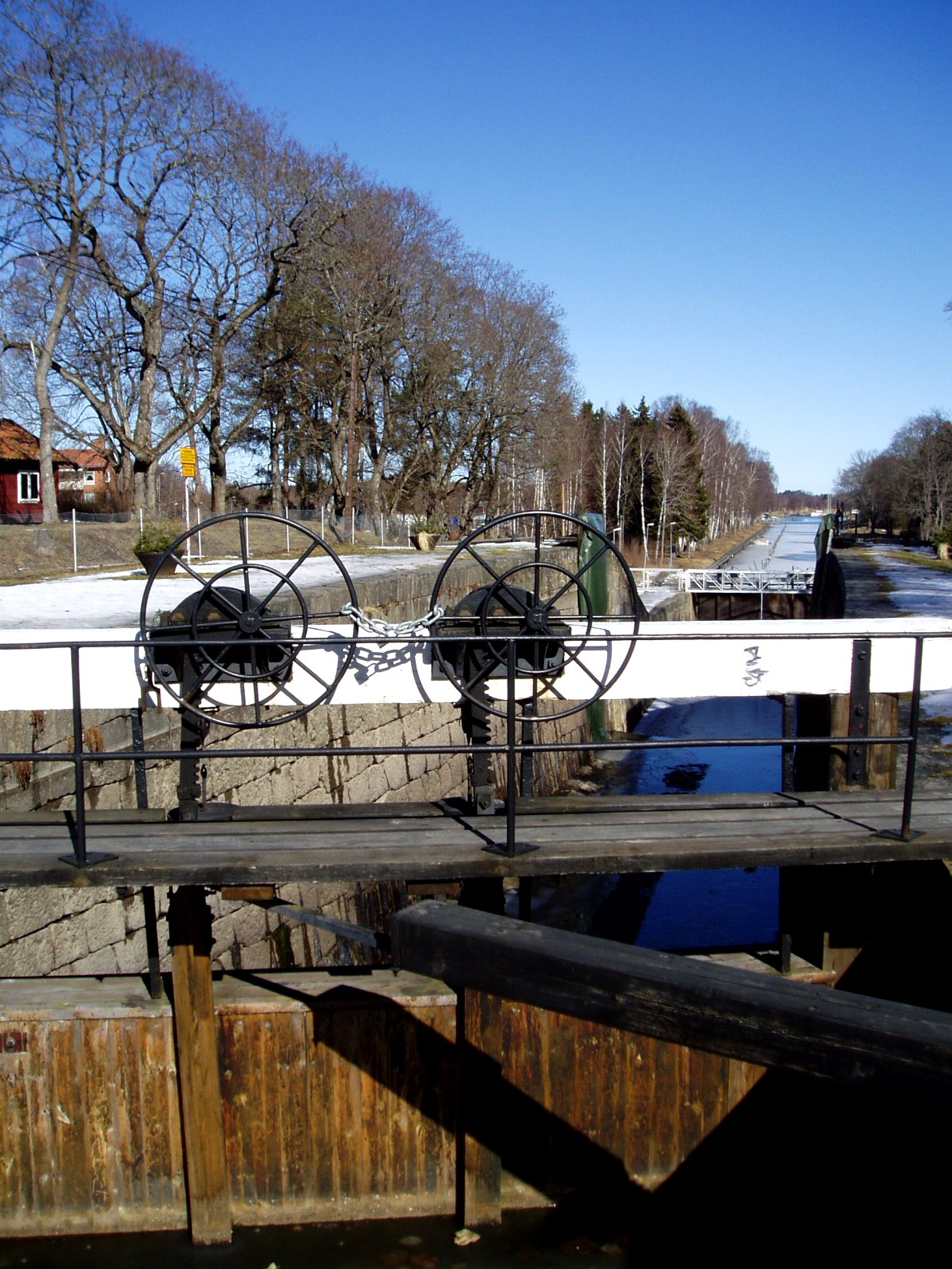
Sluss i Eskilstuna och Torshälla kanal.
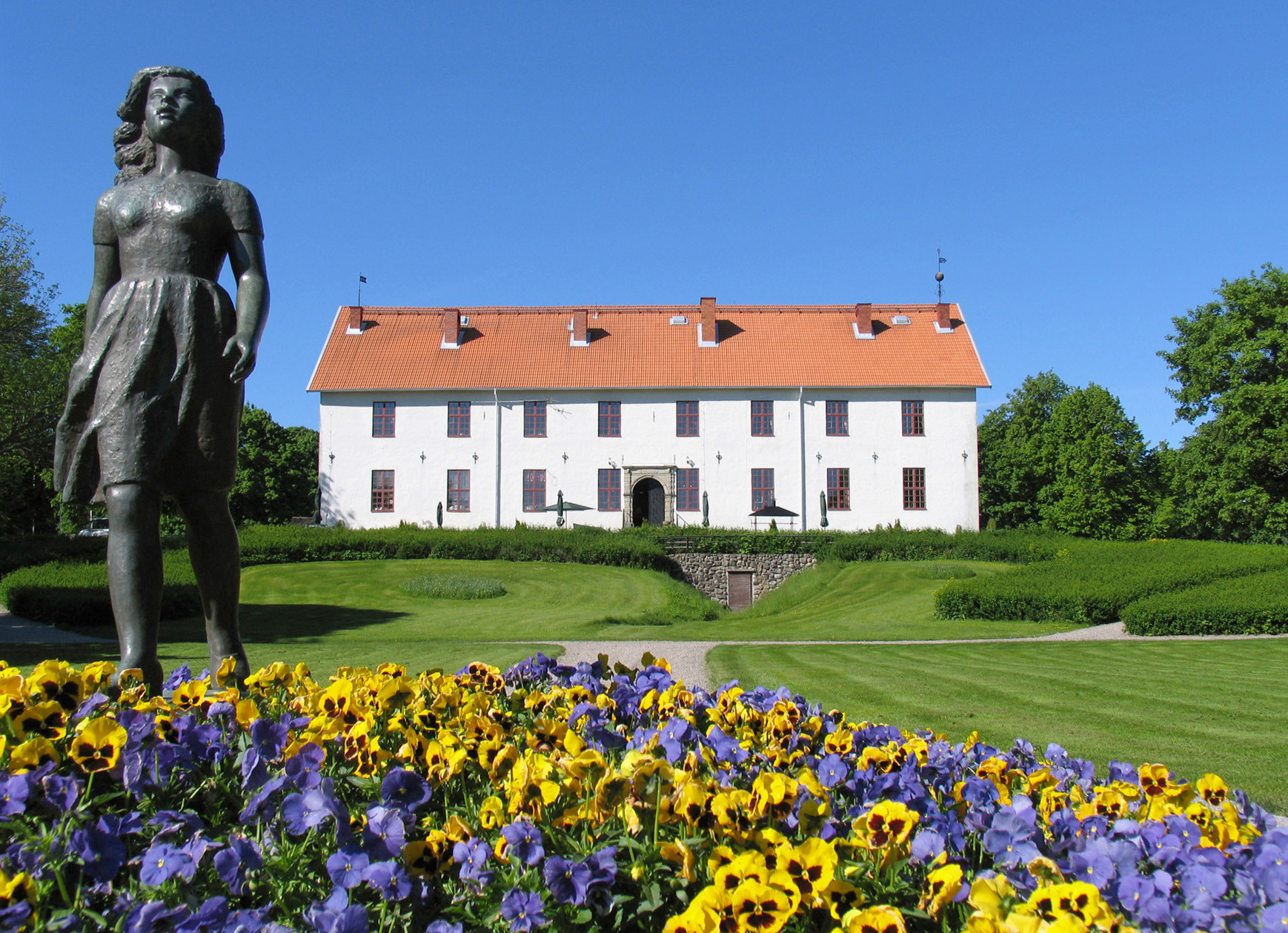
Sundbyholms slott.
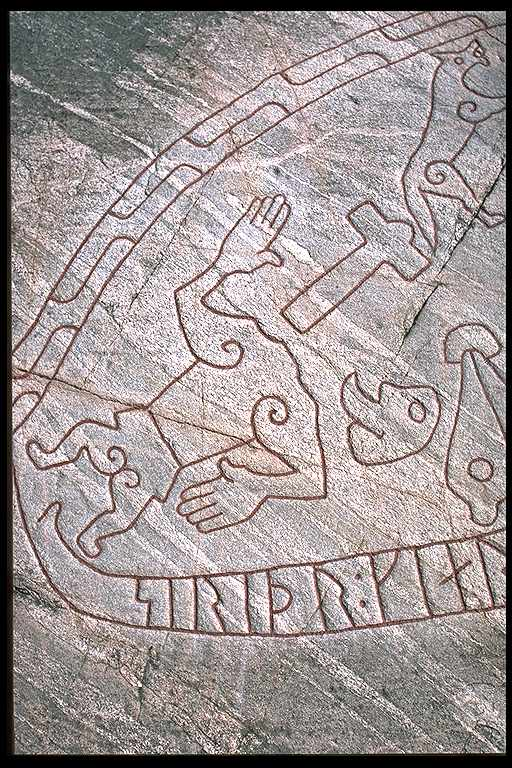
Detalj från Sigurdsristningen.
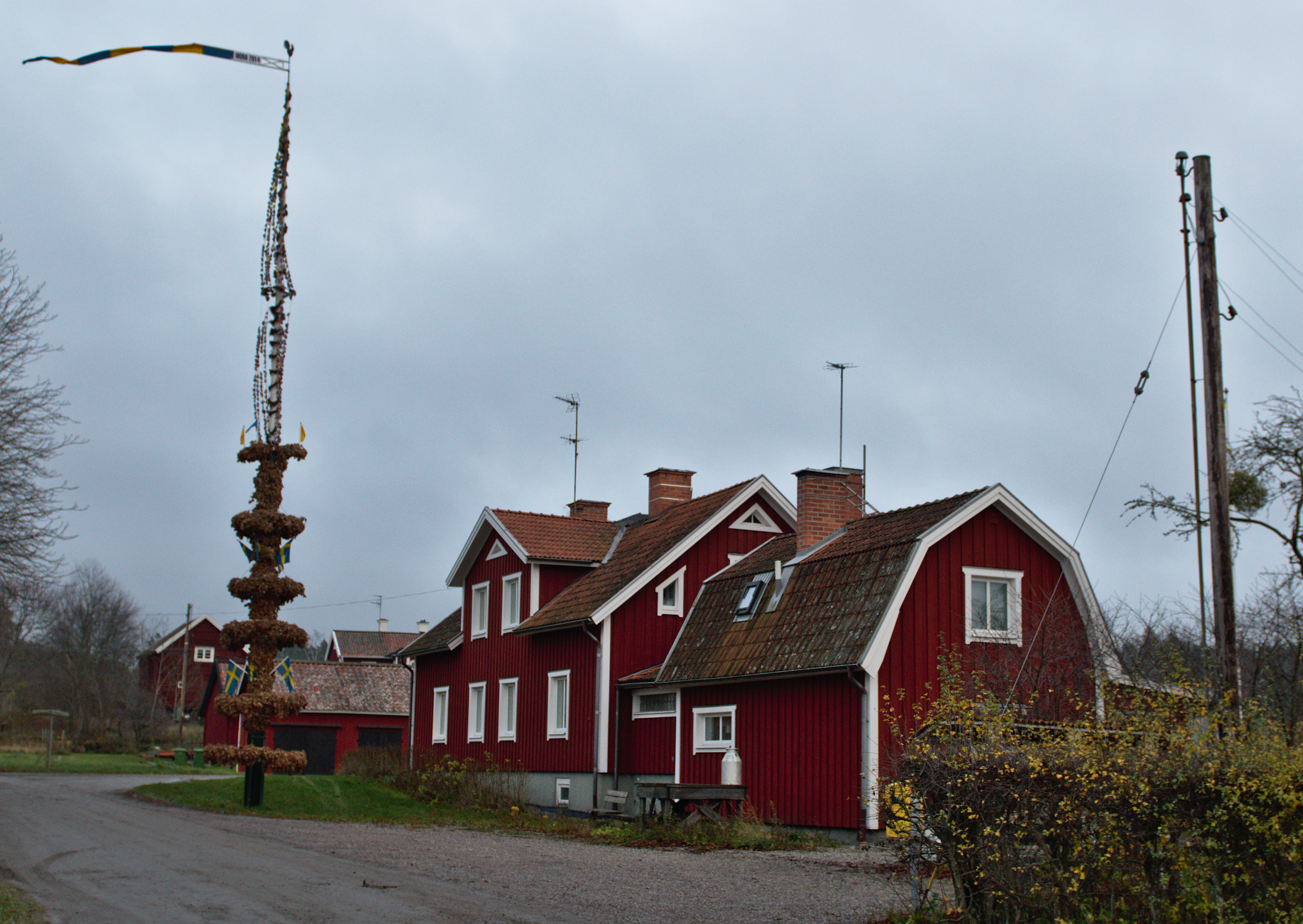
Mora by.